# Phân hiệu Đại học Đà Nẵng tại Kon Tum
Phân hiệu Đại học Đà Nẵng tại Kon Tum (tên tiếng Anh: Campus of the University of Da Nang in Kon Tum) là một trong 7 trường thành viên của Đại học Đà Nẵng. Trường được thành lập vào ngày 14 tháng 02 năm 2007, có chức năng đào tạo nguồn nhân lực có trình độ đại học và sau đại học đa ngành, đa lĩnh vực cho các tỉnh Tây Nguyên và các tỉnh vùng Đông nam Lào, Đông bắc Campuchia.

## Mục tiêu
- Phát triển cộng đồng: Phân hiệu đào tạo vì sự phát triển cộng đồng các dân tộc trên vùng đất Tây Nguyên.
- Hợp tác cùng phát triển: Phân hiệu Đại học Đà Nẵng tại Kon Tum là thành viên của Đại học Đà Nẵng, coi trọng việc hợp tác với các trường thành viên thuộc Đại học Đà Nẵng. Phân hiệu cũng sẽ hợp tác chặt chẽ với các trường cao đẳng, đại học và các cộng đồng kinh doanh trên vùng đất Tây Nguyên. Tất cả mọi sự hợp tác vì sự phát triển bền vững.
- Thực tế và hữu hiệu: Phân hiệu sẽ thường xuyên tìm hiểu nhu cầu khu vực để xây dựng cơ cấu ngành đào tạo, chương trình học phù hợp với nhu cầu phát triển của Tây Nguyên. Đào tạo nguồn nhân lực có khả năng vận dụng các kiến thức đã học vào việc cải tiến đời sống lao động của cộng đồng các dân tộc trên vùng đất Tây Nguyên.

## Cơ sở vật chất
Toàn bộ cơ sở của Phân hiệu được chia thành hai khu vực:
- Khu vực Giảng đường và Hiệu bộ của Phân hiệu tại 704 Phan Đình Phùng - phường Kon Tum - tỉnh Quảng Ngãi diện tích 1,5 ha.
- Khu vực Ký túc xá sinh viên và khu học tập thể dục, thể thao tại 306 Duy Tân - phường Đắk Cấm- tỉnh Quảng Ngãi với diện tích 2,3 ha.

## Quy mô và hệ thống đào tạo
Phân hiệu tuyển sinh hàng năm với quy mô từ 400 đến 500 sinh viên hệ chính quy. Dựa trên thế mạnh của Đại học Đà Nẵng - đại học đa ngành trọng điểm quốc gia, Phân hiệu Đại học Đà Nẵng tại Kon Tum từng bước mở rộng các chuyên ngành đào tạo phù hợp với nhu cầu phát triển kinh tế và xã hội của các tỉnh Tây Nguyên.
Phân hiệu chiêu sinh 17 chuyên ngành đào tạo thuộc 4 trường đại học thành viên của Đại học Đà Nẵng là trường Đại học Bách khoa, trường Đại học Kinh tế, trường Đại học Sư phạm và trường Đại học Ngoại ngữ. Ngoài đào tạo hệ đại học, Phân hiệu mở các khoá đào tạo sau đại học nhằm đáp ứng nhu cầu phát triển nguồn nhân lực của Tây Nguyên.
- Các chuyên ngành đào tạo đại học:
  1. Kỹ thuật điện - điện tử
  2. Công nghệ Thông tin
  3. Công nghệ sinh học
  4. Kỹ thuật xây dựng
  5. Kỹ thuật xây dựng công trình giao thông
  6. Kinh tế Xây dựng
  7. Kế toán
  8. Kiểm toán
  9. Kinh tế Phát triển
  10. Quản trị Kinh doanh
  11. Quản lý nhà nước
  12. Quản trị dịch vụ du lịch và lữ hành
  13. Tài chính - Ngân hàng
  14. Tài chính Doanh nghiệp
  15. Sư phạm Toán
  16. Sư phạm Giáo dục Tiểu học
  17. Luật kinh tế